# Сирийские демократические силы
Сири́йские демократи́ческие си́лы (аббрев. СДС; курд. Hêzên Sûriya Demokratîk; араб. قوات سوريا الديمقراطية‎; ассир. ܕܣܘܪܝܐ ܕܝܡܩܪܛܝܬܐ ܚܝ̈ܠܘܬܐ) — возглавляемый курдами интернациональный военный альянс в Сирии, осуществляющий контроль над Автономной администрацией северно-восточной Сирии (Рожавой). Образован 10 октября 2015 года при поддержке международной коалиции в Сирии, возглавляемой США. Ядро СДС составляют созданные местными жителями в 2012 году курдские отряды самообороны (YPG и YPJ). В состав СДС также входят вооружённые отряды сирийской арабской оппозиции (Джейш-ат-Тувар и др.), ассирийские, туркменские и алавитские отряды.
СДС освободили более трети территорий Сирии от ИГИЛ, включая крупный город Ракка, основного места дислокации (столицы) исламистской организации. Сирийские демократические силы имеют свои официальные представительства в 9 странах мира (Ираке, Германии, Чехии, Франции, Испании, Нидерландах, России, США и Швеции).

## История
Основная заявленная цель альянса — борьба с «Исламским государством». Созданию СДС предшествовали совместные действия курдских отрядов самообороны и части умеренной сирийской оппозиции (Свободной сирийской армии) в ходе операции «Вулкан Евфрата». Администрация США в рамках новой стратегии борьбы с ИГ объявила о поддержке альянса. По состоянию на весну 2016 года, силы СДС насчитывали около 25 тысяч курдских ополченцев и около 5 тысяч арабов.
К январю 2018 года СДС контролировали две территории вокруг городов Манбидж и Африн на северо-западе Сирии и большую часть левого берега Евфрата до границы с Ираком. В результате завершившейся в марте 2017 года турецкой операции «Щит Евфрата» территория между этими городами была занята Турцией. 20 января 2018 года Турция и поддерживаемые ею сирийские оппозиционные группировки начали наступление на Африн под кодовым названием «Оливковая ветвь».

## Поддержка США
В ходе конфиденциального визита в Сирию 21 мая 2016 года Джозеф Вотел, глава командования вооружённых сил США на Ближнем Востоке, встретился с лидерами СДС. Вотел одобрил подготовку местных сил самообороны военными советниками США На конец мая 2016 в Сирии находилось около 200 американских военных советников. Представители СДС, а также местные племенные вожди, со своей стороны, выразили пожелание большей помощи со стороны США, в том числе, в части поставки тяжёлых вооружений.
13 января 2018 года стало известно об организации международной коалицией по борьбе с терроризмом подготовки на базе «Сирийских демократических сил» пограничных сил безопасности (BSF), которые займутся охраной контролируемых курдами территорий в Сирии. В январе обучение проходила первая группа из 230 бойцов, общая численность BSF планировалась в размере 30 000 человек. Разместить новые силы планировалось на севере Сирии вдоль границы с Турцией, на востоке страны вдоль иракской границы, а также вдоль долины реки Евфрат за исключением курдского анклава в Африне (коалиция не вела там операций). Инициатива вызвала критику со стороны России и Турции.

## Политические цели
По мнению эксперта по вопросам ближневосточной политики профессора Дж. Лэндиса, долгосрочной политической целью СДС, ядро которой образуют курдские отряды, является создание курдской автономии на севере Сирии. В частности, в ходе боёв в районе Манбиджа курды пытались взять под контроль как можно больший участок территории с целью дальнейших переговоров об автономии с правительством Асада.